# Grace Banker
Grace D. Banker (25 de octubre de 1892 - 17 de diciembre de 1960) fue una operadora telefónica que prestó servicio durante la Primera Guerra Mundial (1917-1918) como operadora jefe de móviles para las Fuerzas Expedicionarias Americanas (AEF) en el Cuerpo de Señales del Ejército de Estados Unidos. Dirigió a treinta y tres operadoras telefónicas conocidas popularmente como Hello Girls. Fueron asignadas en Nueva York para viajar a Francia y operar centralitas telefónicas en el frente de guerra de París y en Chaumont (Alto Marne). También operaron las centralitas telefónicas del cuartel general del Primer Ejército en Ligny-en-Barrois, a unos 8,0 km al sur de Saint-Mihiel, y más tarde durante la ofensiva de Meuse-Argonne. Tras su regreso a la vida civil, Banker y los miembros de su equipo fueron tratados como ciudadanos voluntarios y en un principio no recibieron reconocimiento como miembros del ejército. En 1919, Banker fue condecorada con la Medalla al Servicio Distinguido por sus servicios en el cuartel general del Primer Ejército durante las ofensivas de San Mihiel y Mosa-Argonne, con una mención de honor.

## Biografía

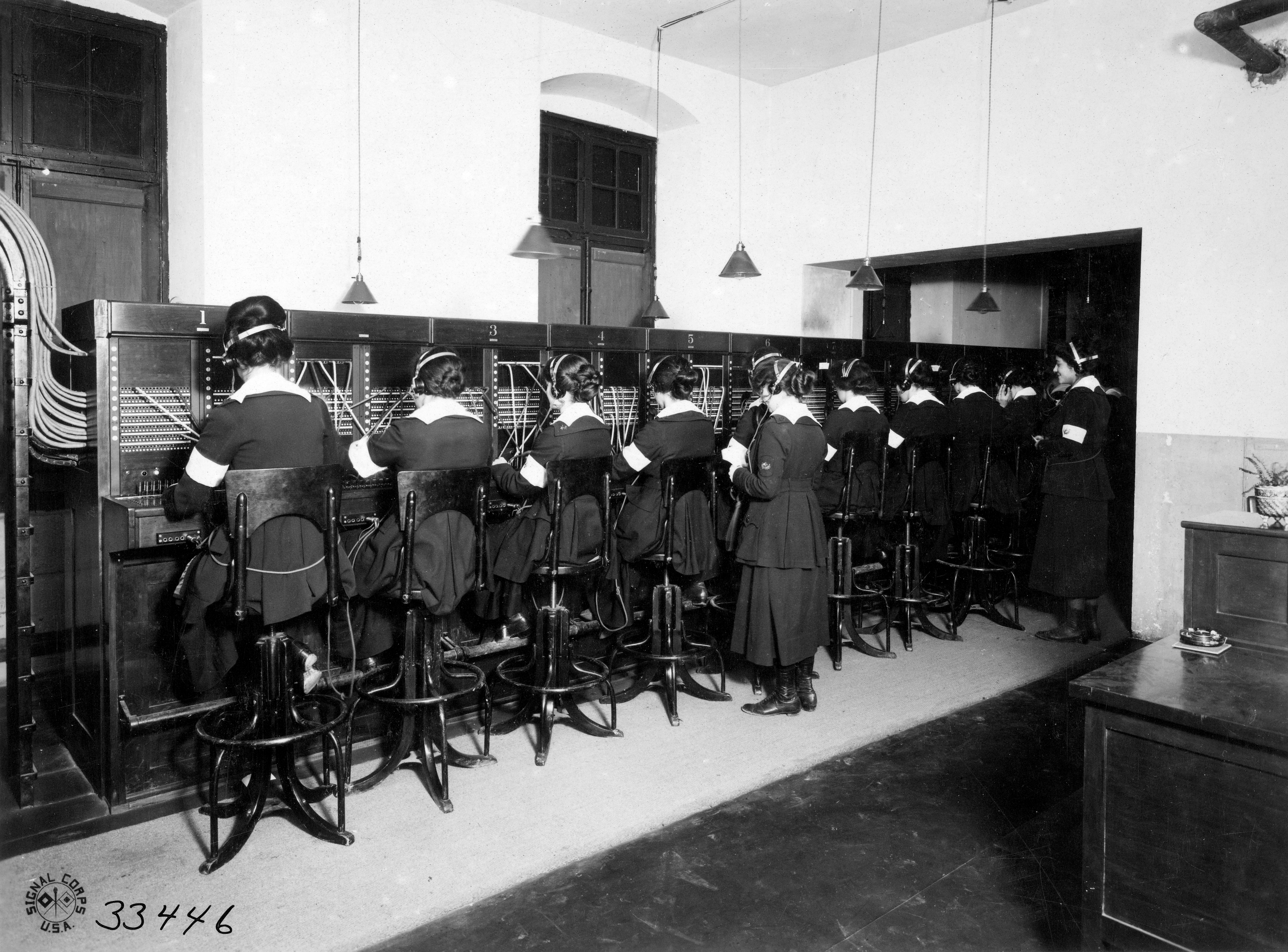
Hello Girls operando centralitas telefónicas en Chaumont, Francia, durante la Primera Guerra Mundial.

Banker nació en Passaic (Nueva Jersey), el 25 de octubre de 1892. Tras graduarse en el Barnard College, se incorporó a la American Telephone and Telegraph Company (AT&T), donde trabajó como instructora de centralitas. Durante la Primera Guerra Mundial, Banker fue elegida para dirigir un equipo de treinta y tres telefonistas de la Unidad Telefónica nº 1, para operaciones telefónicas, asignadas al servicio de guerra en Francia. Este fue el primer grupo de mujeres que recibió el popular nombre de Hello Girls.
Banker zarpó con sus compañeras de Nueva Jersey el 6 de marzo de 1918, para asumir la misión de operadora jefe del cuartel general del Primer Ejército en París. Tras llegar con su equipo a Inglaterra, el grupo zarpó en transbordador a través del Canal de la Mancha. Sin embargo, el mal tiempo, en forma de espesa niebla, impidió que el transbordador alcanzara las costas francesas, y tuvo que ser anclado a unas millas de distancia para esperar a que la niebla se disipara. Esta situación hizo que el buque fuera un blanco fácil para los bombardeos alemanes (en aquel momento, uno de cada cuatro buques había sufrido bombardeos), y los miembros del equipo se mantuvieron totalmente preparados para evacuar el buque en caso de aviso con poca antelación. El grupo de mujeres permaneció en cubierta a la intemperie durante cuarenta y ocho horas ininterrumpidas. Esta situación no desanimó a Banker ni a los miembros de su equipo y, como Banker dijo más tarde: «¡Qué buenas deportistas eran las chicas de esa Primera Unidad! Se lo tomaban todo con calma. Eran las pioneras".
A su llegada a París, Banker y su equipo fueron destinados al cuartel general de la Sección de Avance en Chaumont sur, Haute Marne, que era entonces el cuartel general del general John J. Pershing. Cinco meses más tarde, se pidió a Banker que se trasladara al frente de guerra, al cuartel general del Primer Ejército en Ligny-en-Barrois, al sur de Saint-Mihiel. El 25 de agosto de 1918, se trasladó al frente de guerra con la ayuda de sólo cinco operadoras. Para esta operación en Saint-Mihiel, Banker tuvo que elegir a las mejores operadoras para el trabajo, seleccionó a: Suzanne Prevot, Esther Fresnel, Helen Hill, Berthe Hunt y Marie Lange. Equipadas con máscaras antigás y cascos, las mujeres operaron desde trincheras donde el peligro era real; a pesar de ello, las no elegidas para ir se sintieron excluidas.
Durante las operaciones ofensivas en Saint-Mihiel, aunque el bombardeo de artillería era intenso, Banker y su equipo operaban las centralitas. Cuando el cuartel general del Primer Ejército se trasladó a Bar-le-Duc en septiembre, Banker y sus operarios tuvieron que trabajar en un lugar que sufrió grandes daños. Operaron incluso bajo el intenso bombardeo de los aviones alemanes, pero ningún miembro del equipo resultó herido. Trabajaron en condiciones climáticas severas, sin calefacción, y sus barracones tenían goteras, y más tarde fueron destripados, lo que hizo que las condiciones fueran aún más duras.

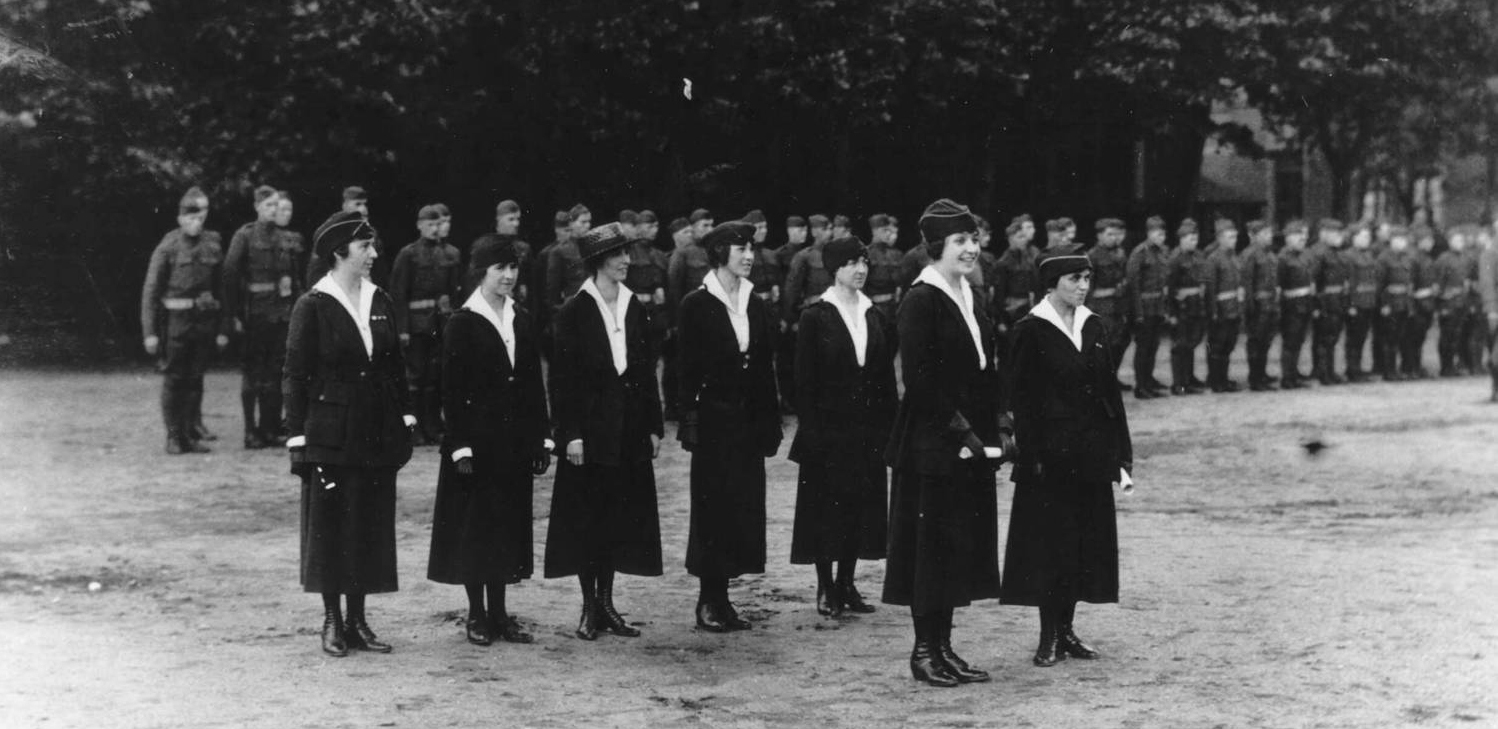
Las chicas del servicio telefónico del Cuerpo de Señales reciben condecoraciones. En la última fila, la primera desde la izquierda es Grace D. Banker.

Tras el armisticio del 11 de noviembre de 1918, cesaron los combates. Banker y su equipo recibieron entonces la orden de regresar a París. En París, Banker fue destinada inicialmente a trabajar en la residencia temporal del presidente Woodrow Wilson. Como este trabajo no le pareció interesante en comparación con el del frente de guerra, aceptó una oferta para trasladarse al Ejército de Ocupación en Coblenza (Alemania); allí le concedieron la Medalla por Servicio Distinguido.
Tras trabajar durante veinte meses en el frente de guerra, en septiembre de 1919 Banker y el resto de su equipo regresaron a casa. El general Edgar Russel, jefe de señales de la AEF, calificó su servicio de «indispensable». Recordando su experiencia como jefa de operadoras, Banker comentó con humor que «una tarde en la centralita a veces parecía una escena de Alicia en el país de las maravillas, donde sólo los iniciados pueden entender lo que ocurre». También destacó el aspecto de confidencialidad de su misión cuando un oficial de inteligencia la puso a prueba sobre su capacidad para guardar un secreto, que se refería a su destino fuera de la unidad. Sobre su trabajo en el frente de guerra dijo que «el secreto que rodeaba sus operaciones le daba un aura de romanticismo y lo diferenciaba del trabajo civil». Después de regresar del frente de guerra con su equipo, reflexionó: «Echábamos de menos el Primer Ejército, con su código de lealtad y trabajo duro. Volvíamos a las mezquinas disputas de la vida civil, donde incluso los jefes de operaciones tenían 'rabietas' y donde las esposas de los civiles adscritos a la Conferencia de Paz se desparramaban por todo París en coches del Ejército".
Tras la guerra, cuando volvieron a la vida civil, Banker y los miembros de su equipo fueron tratados como ciudadanos voluntarios y no reconocidos como miembros del ejército. No se les dio una «baja formal ni siquiera un certificado de servicio». Según su lápida, Banker murió el 17 de diciembre de 1960, en Scarsdale (Nueva York). En 1977, el Congreso promulgó una ley que otorgaba el debido reconocimiento a Banker y su equipo, y los trataba como «veteranos».
Banker se casó con Eugene Hiram Paddock, ingeniero civil, en mayo de 1922. Está enterrada con su marido en el cementerio de Green-Wood, Brooklyn, Nueva York.

## Premios y reconocimientos
El 22 de mayo de 1919, con la orden del Gobierno núm. 70, Banker fue condecorada con la Medalla al Servicio Distinguido por sus servicios en el cuartel general del Primer Ejército durante las ofensivas de Saint-Mihiel y Meuse-Argonne, con el elogio que rezaba: «Por su habilidad excepcional... [e] incansable devoción a sus exigentes deberes en condiciones difíciles.... para asegurar el éxito del servicio telefónico durante las operaciones del Primer Ejército contra el saliente de Saint Michel y los esfuerzos al norte de Verdún"